# Sport en Pays de Savoie
Les Pays de Savoie, formés par les départements français de la Savoie et de la Haute-Savoie, sont présents sur le plan sportif que ce soit au niveau national ou au niveau international. Les sports d'hiver prennent une place importante parmi les sports pratiqués dans cette région alpine mais ne sont pas les seuls. La région a eu de nombreux champions, notamment en sports d'hiver, tandis que le Évian Thonon Gaillard Football Club, qui évolue en Ligue 1 de 2011 à 2015, représente la région au plus haut niveau footballistique. Deux clubs ont évolué de manière épisodique en première division de rugby à XV.

## Clubs et licenciés
Les deux départements des pays de Savoie comptent sensiblement le même nombre de clubs et de licenciés.
La Savoie compte 1 265 clubs sportifs, 105 868 licenciés, dont 51 007 licenciés jeunes[Quand ?].

## Événements sportifs

### Sports d'hiver
Des démonstrations du sport ski sont faites au début des années 1900. La Semaine internationale des sports d'hiver, qui a inspiré la création des Jeux olympiques d'hiver, a été organisée à Chamonix en 1908, 1912, 1920, 1921, 1927 et 1928.
Les Jeux olympiques d'hiver de 1924 ont été organisés à Chamonix et ceux de 1992 à Albertville. Annecy est une des trois villes pré-sélectionnées pour l'organisation des Jeux olympiques d'hiver de 2018 Le projet 2018. L'association Olympliquons-nous, dirigée par la municipalité de la ville d'Annecy et la région Rhône-Alpes, a été créée pour organiser les JO 2018.
Des championnats du monde de ski alpin ont été organisés à Chamonix en 1937 et en 1962, puis à Val d'Isère en 2009. Par ailleurs, le championnat du monde junior de hockey sur glace 1989 s'est tenu à Chamonix pour le groupe B.
Toujours dans le domaine des sports d'hiver, la première édition de l’Universiade d'hiver, compétition internationale universitaire multi-sports, s’est déroulée en 1960 à Chamonix. Au total, 145 athlètes issus de 16 nations avaient pris part aux différentes épreuves réparties dans cinq sports.
La station de Tignes organise les Winter X Games en 2010. Cette compétition annuelle comprend des épreuves de Ski, Snowboard et Motoneige.
Une compétition internationale de ski alpinisme, la Pierra Menta, se déroule chaque année au mois de mars depuis 1985, à Arêches-Beaufort en Savoie.

### Autres sports

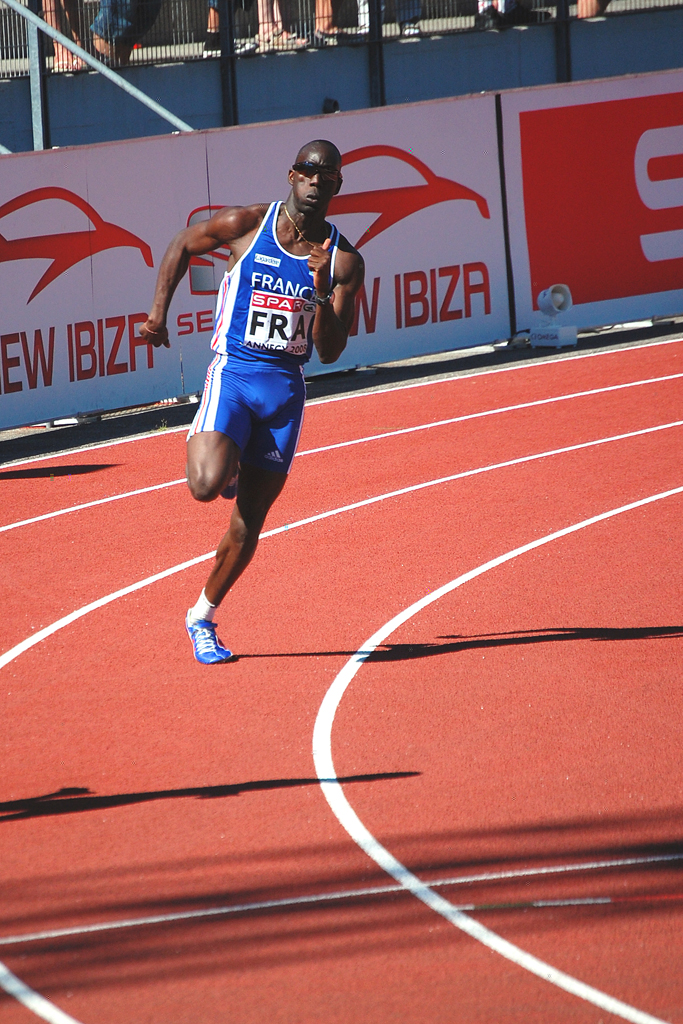
Leslie Djhone à la coupe d'Europe 2008 disputée à Annecy.

Les routes des hautes montagnes des Alpes ou autour du lac d'Annecy ont été empruntées à de nombreuses reprises par les coureurs du Tour de France. À titre d'exemple, en 2009 il a fait étape au Grand-Bornand au terme de la 17e étape et une étape contre la montre a été disputée le lendemain autour du lac d'Annecy. Le directeur de la grande boucle, Christian Prudhomme, a dit à leur sujet que « Les étapes du Tour en Pays de Savoie seront les plus palpitantes » (du tour 2009).
Les championnats du monde de cyclisme sur route ont eu lieu à Sallanches, en 1964 et 1980, et à Chambéry en 1989.
Des championnats nationaux et internationaux d'athlétisme ont été organisés à plusieurs reprises dans le stade d'Annecy. La coupe d'Europe des nations d'athlétisme a été disputée deux fois au stade municipal d'Annecy, en 2002 et en 2008.
Un championnat du monde de cross-country s'est déroulé à Aix-les-Bains en 1990.
Des compétitions de parapente sont organisées sur le site de Talloires, près d'Annecy, notamment une étape de coupe du monde en 2009.

## Les disciplines

### Aviron

#### Clubs et licenciés
La Savoie compte 4 clubs et 1290 licenciés, alors que la Haute-Savoie a 8 clubs et 1103 rameurs licenciés.
Les deux Savoie possèdent plusieurs plans d'eau naturels qui permettent de pratiquer l'aviron, principalement le lac Léman, le lac d'Annecy, le lac du Bourget et le lac d'Aiguebelette. Il n'est donc pas étonnant que de la région possède de nombreux clubs d'aviron. En Haute-Savoie, les principales sociétés d'aviron sont le Cercle nautique de Talloires, l'Aviron de Sévrier, le Cercle nautique d'Annecy, l'Aviron club CSAV d'Annecy-le-Vieux, le Cercle d'aviron d'Évian, le Chablais aviron de Thonon et Excenevex skiff.
En Savoie, les clubs membres du comité départemental sont le Club Nautique Chambéry Bourget du Lac, L'Aviron Plaisir Passion de Yenne, l'Aviron Club du Lac d'Aiguebelette et l'Entente Nautique Aix-les-bains Aviron.
Samuel Barathay, né à Vinzier et sociétaire du club d'aviron d'Évian, a remporté le titre de champion du monde senior en 1993 en deux de couple, associé à Yves Lamarque. Il obtient ensuite la médaille de bronze dans la même discipline aux Jeux olympiques d'été de 1996, associé à Frédéric Kowal.
L'annécien Fabien Tilliet a remporté le titre de champion du monde en 2009, avec Jean-Christophe Bette en deux de pointe poids léger.

#### Compétitions
Les championnats du monde d'aviron ont été disputés sur le lac d'Aiguebelette en 1997.

### Athlétisme

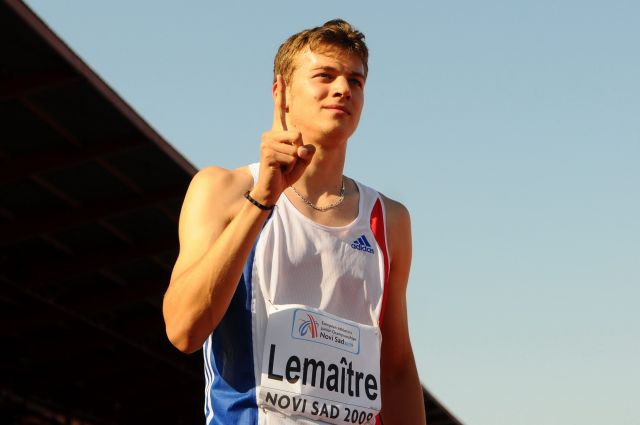
Christophe Lemaitre

#### Athlètes
Le comité départemental d'athlétisme de Haute-Savoie a 2462 licenciés en janvier 2010, avec 11 % de progression par rapport à 2009. Il a été créé en 1961 sous l’impulsion des dirigeants des quatre clubs existants (Athlétic Club d’Annecy, Thonon Athlétic Club, Salésienne d’Annecy et l’Espérance
de Faverges).
Le comité départemental de Savoie a 1365 licenciés en 2008.
Robert Bogey fut pendant longtemps l'athlète le plus réputé des pays de Savoie car il fut détenteur du record du monde du 4 × 1 500 mètres en 1961 et il a remporté plusieurs titres de champion de France en 5 000 mètres, 10 000 mètres et cross-country. Un autre coureur de l'Athlétique Sport Aixois, Paul Arpin, a été champion de France de cross-country en 1987, 1988 et 1989.
Christophe Lemaitre, né à Annecy mais qui court pour l'AS Aixois, est un athlète en devenir qui a remporté les titres de champion du monde junior du 200 m en 2008, champion d'Europe et recordman d'Europe junior du 100 m en 2009 avec un temps de 10,04 s. Il a franchi la barre des 10 secondes au 100 m (premier athlète blanc de l'histoire de l'athlétisme à réussir cette performance depuis l'introduction du chronométrage électronique en 1968) et détient le record de France avec un temps de 9 s 92 depuis le 29 juillet 2011. Il est devenu champion d'Europe du 100 m. le 28 juillet 2010 à Barcelone, champion d'Europe du 200 m. le 30 juillet et champion d'Europe du 4 × 100 m. avec le relais français le 1er août.
Garfield Darien, licencié à l'Entente Athlétique de Chambéry, a obtenu la médaille d'or aux championnats d'Europe junior 2005.Il est devenu vice-champion d'Europe du 110 m. haies le 30 juillet 2010 à Barcelone.
Fabien Hoblea, aussi licencié à l'EA Chambéry, est spécialiste du trail et des épreuves de 24h, il est vice-champion du monde des 24 heures à Séoul en 2008.

#### Compétitions
Comme indiqué précédemment, la coupe d'Europe des nations d'athlétisme a été disputée deux fois au stade municipal d'Annecy mais d'autres compétitions d'athlétisme comme le championnat de France ont aussi été organisées dans ce même stade en 1987, 1993 et 1994.
Un marathon est organisé chaque année depuis 1980 sur une des rives du lac d'Annecy. Il fait partie du top 10 des marathons français. Le marathon de Savoie est organisé par l'Association du Marathon de Savoie, avec le concours de l'Entente Athlétique de Chambéry et des municipalités de Chambéry, Barberaz, La Motte Servolex et du Bourget du Lac. Il est qualificatif pour le championnat de France.
De nombreuses courses à pied sont organisées dans la région, une des plus connues étant La Chambérienne. Le trail du Salève est organisé depuis 2007.

### Basket-ball

#### Historique
Le Maurienne Savoie Basket a remporté le championnat de France de basket-ball de Pro B en 1997. C'est à ce jour la meilleure performance d'un club masculin de basket des deux Savoies.
Chez les féminines, le club de Challes-les-Eaux Basket est le premier club français à avoir disputé le Final Four européen, performance réalisée en 1993. Il remporte trois titres de champion de France en 1991, 1992 et 1993. Challes-les-Eaux Basket remporte aussi deux Tournois de la Fédération en 1991 et 1993. Après une descente en Nationale 3, le club fut plus récemment champion de Nationale 1, le deuxième échelon du championnat de basket féminin en France.

#### Clubs et licenciés
Le comité départemental de Savoie compte 21 clubs et 2768 licenciés , 1934 hommes et 834 femmes. Pour sa part, le comité de Haute-Savoie compte 25 clubs, 4628 licenciés, 3142 hommes et 1592 femmes.
Le club masculin d'Aix Maurienne Savoie Basket dispute le championnat de France Pro B. Il résulte de la fusion de la Jeunesse Savoie Aixoise et de Maurienne Savoie Basket, ce dernier club évoluait en pro B au moment de la fusion.
Quatre clubs de la région évoluent dans la poule L de nationale 3 (cinquième division française): Cognin La Motte Savoie Basket, Montmélian BS, La Ravoire-Challes et Union des Clubs Annéciens Basket (UCAB). L'UCAB résulte de la fusion des clubs de Cran Pringy Basket et ASA Basket.
Chez les féminines, Challes-les-Eaux Basket évolue en Ligue féminine de basket (LFB), le plus haut niveau du championnat de France.

### Canoë-kayak

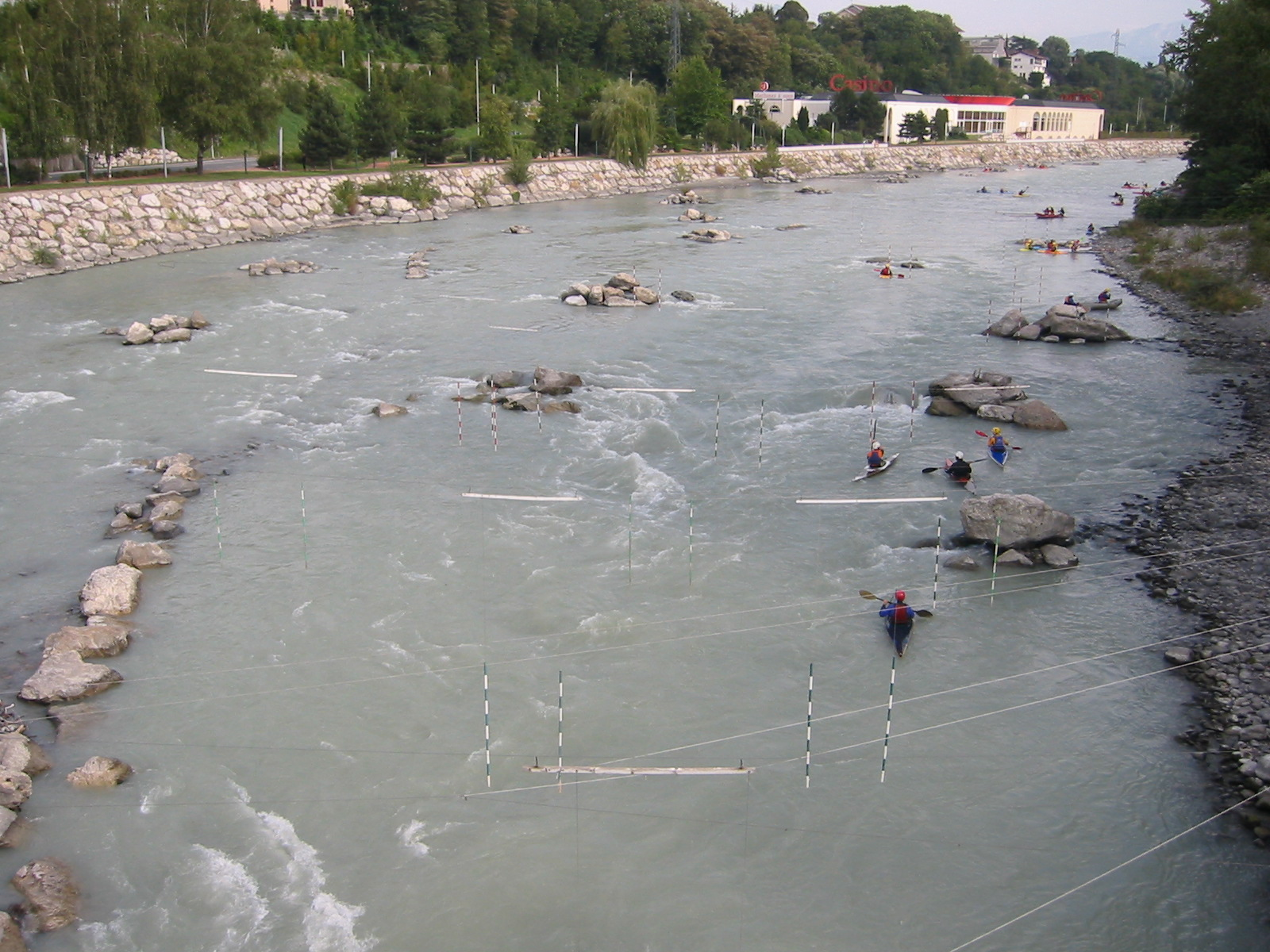
Canoë-kayak sur l'Arve

#### Les clubs
Le comité départemental de canoë-kayak de Haute-Savoie est une instance de la fédération française de canoë-kayak. Il regroupe les clubs de canoë-kayak de la Haute-Savoie ainsi que certains professionnels de l'eau vive (rafting, nage en eau vive) : CKC Annecy, CKC Sévrier, CKC Thonon, Haut Giffre, MJC Annemasse, CK Montriond Haute Dranses et MJC Évian-les-bains. En Haute-Savoie, le canoë-kayak est pratiqué dans des rivières telle que Le Fier, l'Arve, le Giffre, le Borne, la Dranse, le Chéran, la Menoge et le Rhône.
La Savoie compte quatre clubs de canoë-kayak : Moutiers CK, CK Haute-Isère, La Plagne Eaux Vives et Chambéry Le Bourget Canoë-Kayak.

#### Personnalités
Jean-Luc Rigaut a été champion du monde en canoë descente en 1983, 1985 et 1991.
Alain Lebas a remporté la médaille d'argent du 1 000 mètres kayak monoplace hommes aux Jeux olympiques d'été de 1980.

### Cyclisme

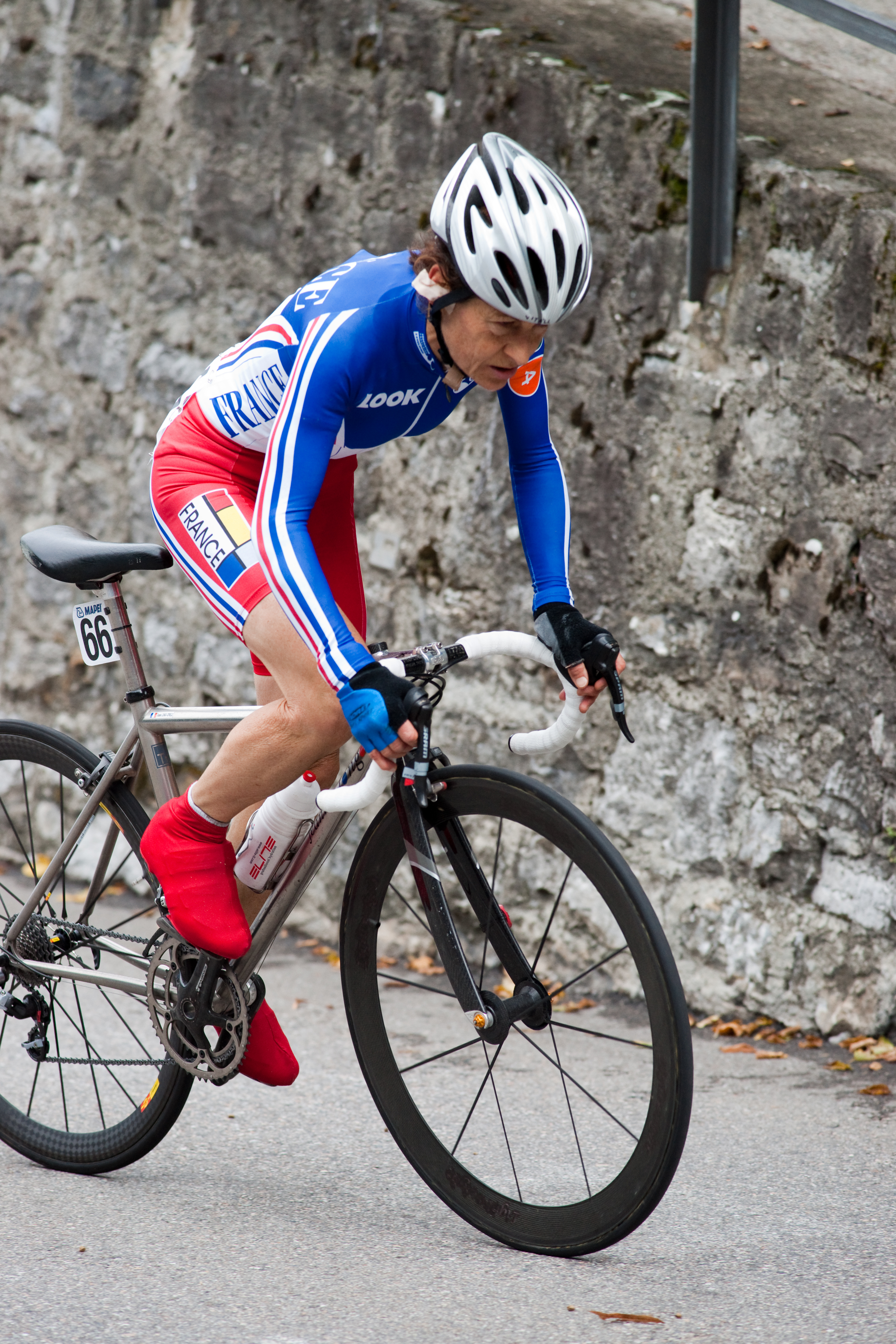
Jeannie Longo

#### Structure et compétitions
Le Comité départemental de cyclisme de Haute-Savoie est composé de 38 clubs et de 1675 licenciés. Le comité de Savoie comprend 26 clubs et 1162 licenciés,.
Parmi les clubs de la région, on peut citer le Chambéry CF et la Roue d'or annécienne.
Les compétitions les plus connues organisées dans les pays de Savoie sont la classique des Alpes, la classique des Alpes juniors et le tour des Pays de Savoie. Le critérium du Dauphiné libéré est une course cycliste dont le parcours va bien au-delà des pays de Savoie, mais les villes d'Annecy, Chambéry et Aix-les-Bains font partie des villes ayant accueilli le plus souvent cette épreuve.

#### Personnalités
Jeannie Longo, née à Annecy, a un palmarès sans égal dans le cyclisme féminin avec notamment une médaille d'or de cyclisme sur route aux Jeux olympiques de 1996 et 13 titres de championne du monde sur route ou sur piste.
D'autres coureurs ont eu une carrière de cycliste professionnel, parmi eux Jacques Michaud qui a disputé des courses professionnelles de 1979 à 1984, Jérôme Coppel.

### Équitation
La Haute-Savoie et la Savoie comptent de nombreux centres equestres. Parmi eux on peut citer Les Écuries du Mont-Blanc, situé au Fayet qui organise des compétitions du concours Pro.
Le comité départemental de Savoie compte 36 clubs ou associations avec environ 2800 licenciés. Un centre équestre a été établi au nord de l'hippodrome d'Aix-les-Bains, le seul hippodrome des Alpes.

### Escalade
Sandrine Levet, championne française d'escalade, fut plusieurs fois championne du monde et de France. Elle fut championne d'Europe et vice-championne d'Europe en escalade de bloc et de difficultés.

### Escrime
Ève Pouteil-Noble, née à Annecy, a été la première Française médaillée aux Championnats du monde d’escrime au sabre féminin. À Séoul en 1999, alors qu’elle avait encore 17 ans, elle gagné la médaille de bronze aux premiers championnats du monde de l’histoire à cette arme.

### Football américain

#### Historique
Le club des Aigles de Chambéry existe depuis 1993 et dispute le championnat 2016-2017 de 2nde Division Nationale (équivalent au ProB d'autres disciplines) ayant été champion de France 2014 de 3e Division nationale.
Les disciplines principales sont le football américain (équipé), le Flag (variante mixte et sans contact) et le Cheerleading (contraction de 3 sports, la gymnastique, danse et acrosport). Les Aigles offrent aux Jeunes du Pôle Performance Football Américain 1 entrainement quotidien et un suivi scolaire, suivi sportif et suivi médical qui vont de pair.
Plusieurs joueurs des Aigles ont évolué ou évoluent en équipes de France de football américain.
Le club le plus prestigieux de la région est le club des Black Panthers de Thonon, fondé en 1987, champion de France en 2013 (finaliste en 2007,2009,2012) et vainqueur de la EFAF Cup en 2013 (finaliste en 2009).seconde plus prestigieuse coupe européenne inter-clubs.

### Football

#### Historique
Le F.C. Annecy a disputé le championnat de France de football amateur depuis la création de ce dernier en 1948 jusqu'à sa disparition en 1970. Le FC Mulhouse est le seul autre club qui a disputé l'intégralité des saisons de ce championnat. Le FC Annecy a remporté le championnat de France de football amateur en 1959-1960, le S.O. Chambéry en a fait de même en 1961-1962.
Le CS Thonon a disputé le championnat de deuxième division de 1979 à 1987 et le FC Annecy de 1988 à 1993. Aucun club des deux Savoies n'est parvenu à disputer le championnat de première division jusqu'en 2010. L'Évian Thonon Gaillard Football Club est le premier club à jouer dans l'élite, il évolue en Ligue 1 depuis la saison 2011-2012.

#### Situation actuelle
Le club des pays de Savoie qui dispute le championnat de plus haut niveau est le FC Annecy qui évolue en National depuis la saison 2020-2021, soit le troisième échelon français, après avoir obtenu sa promotion à la suite de l'arrêt définitif des compétitions en France causé par la crise sanitaire liée à la pandémie de coronavirus.
Le GFA Rumilly-Vallières 74 est en National 2 (le quatrième échelon français) et a notamment atteint les demi-finales de la Coupe de France lors de la saison 2020-2021.
Le Thonon-Évian Grand Genève FC, anciennement Évian Thonon Gaillard, évolue en National 3 (le cinquième échelon français) après avoir enchaîné deux promotions de suite dans les divisions régionales. Il est dans la même poule que le Chambéry Savoie Football.
Dans le championnat de Régional 1 (6e échelon), on retrouve la réserve du FC Annecy et le Cluses-Scionzier FC.
En Régional 2 (7e échelon), il y a l'US Annecy-le-Vieux, les réserves du GFA Rumilly-Vallières et du Chambéry SF et l'ES Chilly.
Au dernier niveau régional, le Régional 3 (8e échelon), les clubs de l'US Annemasse Ambilly Gaillard, l'US Pringy, l'ES du Foron, l'Amphion Publier CS, le Cognin SP, la Chambéry JS, la réserve du Cluses-Scionzier FC, le Cruseilles FC, le Semnoz Vieugy FC, de Mont Blanc Passy, de l'ES Amancy, et le CA Saint-Jean de Maurienne.

#### Pratiquants et licenciés
Lors de la saison 2008-2009, dernière saison pour laquelle les informations sont disponibles, le nombre de pratiquants des districts de Haute-Savoie et de Savoie est respectivement égal à 24 135 et 10 172. À titre comparatif, les nombres correspondants pour la saison 1999-2000 étaient 22 682 et 9 308, soit des progressions de 6,4 % et 9,3 % en neuf ans.
Pour la saison 2008-2009, le nombre de licenciés (pratiquants plus dirigeants, arbitres et responsables techniques) des districts de Haute-Savoie et de Savoie est respectivement égal à 27 360 et 11 889.

#### Les joueurs
Plusieurs joueurs, nés dans la région, ont disputé un championnat de football professionnel : Lucien Degeorges, Sébastien Frey, Younès Kaboul...
Lorsque le FC Annecy jouait les premiers rôles dans le championnat amateur, plusieurs joueurs de cette équipe ont joué avec l'équipe de France amateur. Ce fut le cas de Rino Fontana, Colau, André Coissard, Pélissier (Coissard et Pélissier aux Jeux olympiques d'Helsinki en 1952), Vincent Pavesi et d'André Giamarchi, ce dernier a notamment disputé les Jeux olympiques de Rome de 1960.

### Golf

#### Les clubs
La région possède de nombreux clubs qui permettent la pratique du golf, notamment le Golf Club d'Aix-les-Bains, le Golf Club de Chamonix et l'Evian Masters Golf Club.
La Haute-Savoie compte 16 clubs et 8232 licenciés, la Savoie a 9 clubs et 2628 licenciés.

#### Compétitions
L’Evian Masters est un tournoi de golf féminin créé en 1994 sur la rive française du Lac Léman. C'est un des tournois majeurs du circuit européen et figure même depuis l’an 2000 dans le tour de la LPGA américaine. Le tournoi se tient sur le parcours du Evian Masters Golf Club à Évian-les-Bains. Il se déroule entre l'Open américain et l'Open britannique.

### Handball

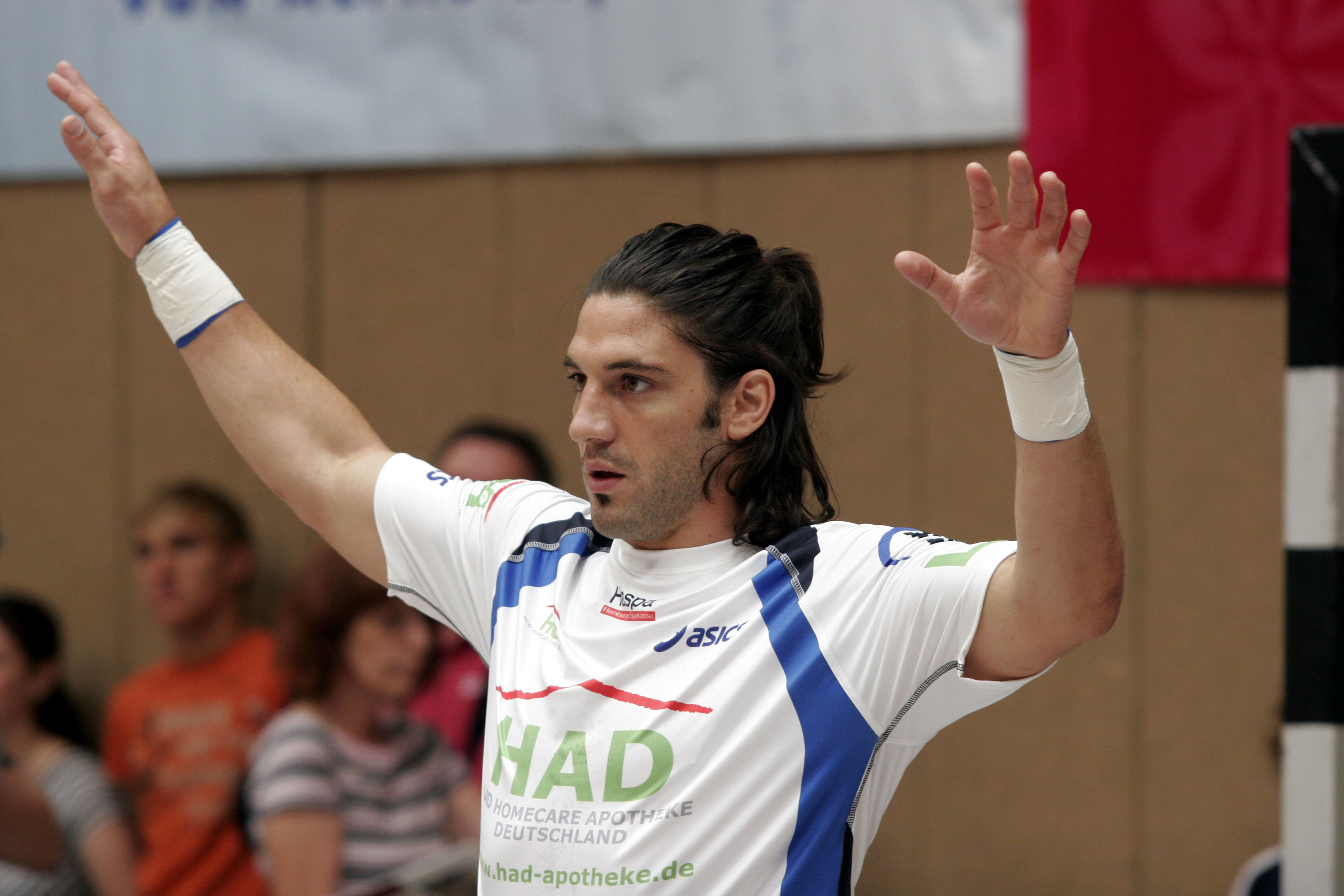
Bertrand Gille

#### Licenciés
En 2008-2009, les 17 clubs de handball de Haute-Savoie ont 2757 licenciés. Pour la même saison, les 15 clubs de Savoie comptent 2123 licenciés.

#### Les clubs
Le club phare des Pays de Savoie est le Chambéry Savoie Handball qui évolue en Division 1 et qui a remporté le titre de champion de France en 2000-2001. Le Annecy HB et Handball club Aix en Savoie (HBCA) évoluent en Nationale 2 dans la même poule et le CS Annecy-le-Vieux HB en Nationale 1.
Dans les compétitions féminines, le club le mieux classé est le La Motte Servolex HB qui évolue en division 2.

#### Joueurs et joueuses
Le club de Chambéry a fourni plusieurs joueurs à l'équipe de France de handball qui fut championne du monde, championne olympique et championne d'Europe. Ce fut le cas notamment des joueurs suivants qui ont atteint le niveau international en jouant avec le Chambéry SH : Bertrand Gille, Guillaume Gille, Cédric Paty, Daniel Narcisse et Guillaume Joli.
Vanessa Jelic, née à Annecy, est vice-championne du monde en 2009 avec l'équipe de France. Elle évolue à Toulouse Handball après avoir débuté au CS Annecy-Le-Vieux Handball.

### Judo
le premier club de Judo de Haute-Savoie, le Judo Club de Thonon, a été créé en 1947. le Judo Club d'Annecy est fondé en 1948.
Le comité départemental de Haute-Savoie compte 42 clubs et environ 5500 licenciés (5457 en 2007).

### Natation

#### Clubs et compétiteurs
La région possède de nombreux clubs de natation tels que : le Cercle des nageurs d'Aix-les-Bains, SO Chambéry natation, Les Dauphins d'Annecy, Mont-Blanc natation, Annemasse natation, CN Thonon, Seynod Water Polo.
La Savoie a 9 clubs de natation et 1 491 licenciés. En décembre 2009, la Haute-Savoie avait 14 clubs et 2 472 licenciés.
Catherine Plewinski, alors membre du club de natation de Cluses Scionzier, a remporté cinq titres de championne d'Europe et 40 titres de championne de France.

#### Compétitions
La traversée du lac d'Annecy à la nage est organisée tous les 15 août. Deux courses de 2 400 m et 1 000 m sont ouvertes aux licenciés mais également aux amateurs. Pour la première fois en 2008, la traversée du lac intègre le circuit de la coupe de France de natation en eau libre avec une course supplémentaire de 5 000 m.

### Navigation
Philippe Monnet, né à La Clusaz, fut équipier de Patrick Tabarly victorieux sur Paul Ricard de la Transat Québec-Saint-Malo en 1984 en classe 2. Par la suite il battit plusieurs records dont le record du monde en solitaire sur Kriter en 1988.
Peggy Bouchet réussit en 2000 la traversée de l'Atlantique à la rame en solitaire en moins de 49 jours. Elle fut ainsi la deuxième femme au monde à traverser en solitaire l'Atlantique à la rame.

### Randonnée
L'Ultra-Trail du Mont-Blanc est une épreuve de course à pied sur les routes et chemins des communes françaises, italiennes et suisses du Pays du Mont Blanc. Il emprunte principalement le sentier de grande randonnée Tour du Mont-Blanc. Il est disputé par 2 300 coureurs qui doivent parcourir 166 km avec 9 400 m de dénivelé en moins de 46 heures.

### Rugby
Le rugby à XIII n'étant pas pratiqué dans des clubs des deux Savoies, seul le rugby à XV est traité dans ce qui suit.

#### Historique
La pratique du rugby en Haute-Savoie aurait débuté en 1895, à l’initiative d’un professeur d’anglais qui a introduit ce sport dans un lycée de la ville, le lycée Berthollet, et formé une équipe qui a pris le nom d'Étoile Sportive de Berthollet. Une association sportive est créée à Annecy en 1898 pour la pratique du rugby à XV et de l'athlétisme, elle prend le nom d'Union Sportive Annécienne (USA). L'US Annecy obtient ses meilleurs résultats en devenant champion de France de nationale B en 1985 puis champion de France de 1re division groupe B2 en 1994.
Cependant ce sont le SO Chambéry et le FCS Rumilly rugby qui réalisent les meilleures performances en étant les deux seuls clubs des pays de Savoie ayant évolué dans le championnat de France de première division.
Le rugby a débuté à Rumilly en 1928. Avec la fusion des sociétés de rugby et de football en 1942, le club prend le nom de Football Club Sportif Rumilly. Il devient champion de France de première division groupe B en 1988, puis évolue cinq saisons dans le championnat de France de première division de 1991-92 à 1995-96. Il fait partie du Top 16 (seize meilleurs clubs français) lors de la saison 1994-95.
La pratique du rugby a commencé à Chambéry en 1896. Le SO Chambéry a évolué en première division depuis la saison 1956-57 jusqu'en 1961-62 puis en 1980-81 après avoir été champion de France du groupe B de première division. Il a obtenu le meilleur résultat des clubs savoyards de rugby à XV avec une place de demi-finaliste du championnat de France en 1961.

#### Situation actuelle
Aucun club de la région ne dispute actuellement un des deux championnats de plus haut niveau français en rugby à XV. En 2009-2010, le SO Chambéry et l'US Montmélian évoluent en fédérale 1, alors que le FCS Rumilly et l'US Annecy disputent le championnat de fédérale 2. Le SO Ugine-Albertville évolue en fédérale 3.
Le FC Aix-les-bains joue en honneur régional. Il a disputé le championnat de première division groupe B en 1983 et 1986.

#### Clubs et licenciés
Le comité départemental de Haute-Savoie compte 11 clubs et 2 300 licenciés avec environ 800 jeunes dans des écoles de rugby,. Le comité de Savoie a moins de pratiquants avec 7 clubs et 1 811 licenciés.

#### Les joueurs
Le FC Aix-les-bains a compté dans ses rangs Georges Brun et Alain Lorieux qui ont joué avec l'équipe de France de rugby à XV.
D'autres joueurs ont évolué ou évoluent dans le championnat d'élite : Nicolas Couttet, Anthony Forest, Mickaël Forest, Denis Lison et Renaud Boyoud.

### Sports de combat

#### Boxe

##### Clubs et licenciés
La Savoie possède 6 clubs et 232 licenciés.

##### Champions
Trois champions de boxe des Pays de Savoie ont obtenu des titres internationaux. Roger Menetrey fut le premier boxeur de renom savoyard avec un titre de champion d'Europe des welters acquis en 1971. Antoine Montero fut aussi champion d'Europe quelques années plus tard en poids mouche 1983) puis poids coq (1986).
Laurent Boudouani fut champion du monde WBA des super welters en 1996 et conserva son titre en 1999. Pendant sa carrière amateur, Boudouani remporte la médaille d'argent aux Jeux olympiques de Séoul en 1988 dans la catégorie des poids welters.
À un niveau plus modeste, Antoine Palatis fut deux fois champion de France (1996, 2000).
Boxe Thaïlandaise ou Muaythaï club officiel depuis 2005
La boxe la plus complète : 
Club plusieurs fois champion régional "Club officiel l'Ejmc Chambéry" création de la section Muaythaï en 2005, depuis cette date le club compte de plus en plus de licenciés un art martial millénaires du peuple thaïlandais, des champions régionaux les plus connus Martin BOUVIER, Mousthapha BENYAMMA qui finit 3e au Championnat de France médaille du livre d'or de Chambéry en 2007, depuis 2005 l'EJMC Chambéry est le seul club officiel de Muaythaï sur la commune de Chambéry ayant le label FFMDA.

#### Taekwondo
Myriam Baverel a remporté la médaille d'argent de taekwondo dans la catégorie des plus de 67 kg (poids lourds) aux Jeux olympiques de 2004 à Athènes (Grèce).

### Sports d'hiver

#### Biathlon

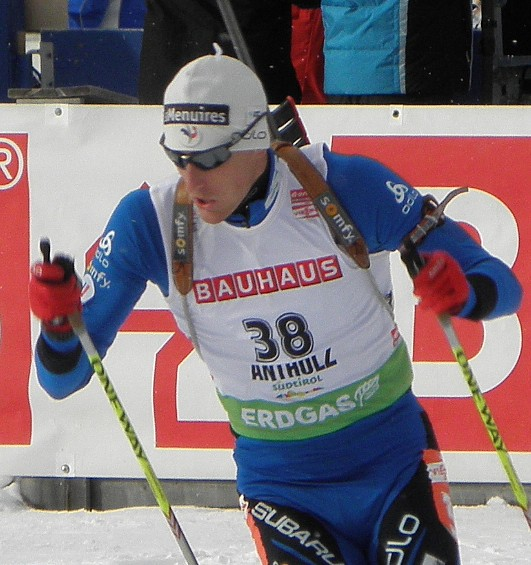
Vincent Jay aux JO de Vancouver

Vincent Jay a remporté l'épreuve du sprint 10 km du biathlon aux jeux olympiques d'hiver de Vancouver en 2010.
Alexis Bœuf a lui terminé troisième d'une épreuve de coupe du monde en 2010.

#### Chien de traîneaux
La Grande Odyssée Savoie-Mont-Blanc, créée en janvier 2005, est une course internationale de chien de traîneaux. Le parcours s'étend sur plus de 800 km à travers la Savoie et la Haute-Savoie, avec des montées à plus de 25 000 m dans les massifs du domaine franco suisse des Portes du Soleil et tout au long de la vallée de Haute Maurienne Vanoise en passant par Megève et Notre-Dame-de-Bellecombe.

#### Combiné nordique
- Ludovic Roux, médaillé olympique

#### Curling
L'équipe de France de curling qui dispute les Jeux olympiques d'hiver de 2010 de Vancouver est constituée par des joueurs de l'équipe de Chamonix avec Thomas Dufour, Tony Angiboust, Richard Ducroz, Jan Henri Ducroz et Raphaël Mathieu. Thomas Dufour et Jan Henri Ducroz avaient auparavant participé aux Jeux olympiques d'hiver de 2002 à Salt Lake City.

#### Hockey sur glace

##### Les clubs
Trois clubs des pays de Savoie ont disputé la Ligue Magnus qui est le nom actuel du championnat de France de hockey sur glace. Ce sont les Chamois de Chamonix, l'Avalanche Mont-Blanc et les Pingouins de Morzine. Les clubs de Chamonix et Morzine ont fusionné pour former le club des Pionniers de Chamonix-Morzine en juillet 2016.
Le club de Chamonix est le plus réputé avec ses 30 titres de champion de France. L'Avalanche Mont-Blanc résulte de la fusion entre les clubs de Megève (champion de France en 1984) et de Saint-Gervais (six fois champion de France).

##### Les joueurs
Sur le plan individuel, Philippe Bozon est le joueur le plus connu avec quatre présences olympiques et douze participations mondiales. Il est le premier français à avoir évolué dans la prestigieuse Ligue nationale de hockey et le troisième français à être admis au temple de la renommée de la Fédération internationale de hockey sur glace.

##### Les compétitions
Le tournoi International du Mont-Blanc est un tournoi amical de hockey sur glace qui se dispute entre l'équipe de France et trois autres équipes. Il se déroule dans différentes villes de Savoie et de Haute-Savoie.

#### Patinage artistique
Vanessa Gusmeroli, née à Annecy, a été trois fois championne de France en 2000, 2001 et 2002. Elle a aussi été médaille de bronze des championnats du monde en 1997.
Nadège Bobillier-Chaumont, née aussi à Annecy, a été double championne de France en 2005 et 2006.
Yannick Ponsero, né à Annecy, a remporté le titre de champion de France de patinage artistique en 2009.
Pascal Lavanchy, né à Thonon-les-Bains en 1968, patineur artistique de danse sur glace, vice-champion du monde en 1994.

#### Saut à ski

##### Personnalités
Coline Mattel et Didier Mollard, qui tous deux viennent des Contamines-Montjoie

##### Sites
- Tremplin du Praz, Courchevel, site olympique
- Tremplin du Mont, Chamonix, site olympique

#### Skeleton
Le skeleton est un sport marginal, avec une quarantaine de licenciés en France, mais c'est une discipline qui est pratiquée pendant les Jeux olympiques d'hiver.
Philippe Cavoret, né à Aix-les-Bains, a figuré parmi les meilleurs skeletoneurs mondiaux avec comme point d'orgue une victoire en coupe du monde en 2003 à Altenberg.

#### Ski alpin

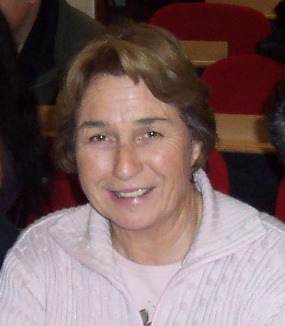
Marielle Goitschel

##### Clubs et licenciés
La Haute-Savoie compte 125 clubs et 32 250 licenciés de ski alpin.
Le Comité de Ski de Savoie compte 81 clubs et 32 000 licenciés de ski alpin.

##### Personnalités
Les Pays de Savoie ont fourni de nombreux champions et championnes de ski alpin médaillés d'or aux jeux olympiques :  Charles Bozon (1962) et Michel Bozon, Jean-Luc Crétier (1998), Antoine Dénériaz (2006), Christine Goitschel (1964), Marielle Goitschel (1964 et 1968), Edgar Grospiron (1992), Jean-Claude Killy (1968), Henri Oreiller (1948), Franck Piccard (1988), Jean-Pierre Vidal (2002), Jean Vuarnet (1960).
Marielle Goitschel, avec sa grande sœur Christine, a marqué le ski alpin français et les jeux olympiques de 1964 à Innsbruck avec un doublé Christine-Marielle Goitschel en slalom, puis un nouveau doublé Marielle-Christine Goitschel en géant. À Portillo, lors des championnats du monde de 1966, Marielle Goitschel survole la compétition et remporte 3 titres (descente, géant et combiné) et une médaille d'argent en slalom. Aux jeux olympiques de 1968 à Grenoble, elle gagne le titre olympique en slalom.
Jean-Claude Killy n'est pas originaire des Pays de Savoie mais il a grandi à Val d'Isère où ses parents s'installent quand il avait trois ans et il a fait partie du club de Val d'Isère. Après avoir remporté de nombreux titres sur les pistes il a utilisé sa notoriété pour développer l'image du ski et notamment soutenir la candidature d'Albertville pour l'organisation des jeux olympiques d'hiver en 1992.
Plusieurs champions et championnes olympiques ont remporté aussi un ou des titres aux championnats du monde de ski alpin. C'est le cas pour Charles Bozon (1960, 1962) Christine Goitschel (1964), Marielle Goitschel (1962, 1964, 1966, 1968), Edgar Grospiron (1989, 1991, 1995), Jean-Claude Killy (1966, 1968) et Jean Vuarnet (1960).
D'autres champions et championnes se sont illustrés en devenant champions du monde : Émile Allais (1937, 1938), Jean-Noël Augert (1970), Régine Cavagnoud (2001), James Couttet (1938), Adrien Duvillard (1963, 1965, 1969), Guy Périllat (1960, 1966), Michel Vion (1982) et Jean-Baptiste Grange en 2011.
Charles Bozon a remporté deux épreuves des Jeux olympiques d'hiver de 1960 à Squaw Valley, une médaille d'or lors des championnats du monde à Chamonix de 1962. Il remporte la 2e place dans le slalom et le combiné 1954 à Garmisch, dans le combiné 1955 à Mürren et dans la descente et le combiné 1957 à Chamonix ainsi que la médaille d'argent à Cortina en 1956.
Émile Allais a remporté les trois épreuves des championnats du monde de ski alpin de 1937, une médaille d'or et deux médailles d'argent l'année suivante lors des championnats du monde de 1938.
Parmi les autres personnalités qui ont remporté des épreuves importantes de ski alpin, on peut citer : Joël Chenal, Frédéric Covili, Pierre-Emmanuel Dalcin, Adrien Duvillard, Patricia Emonet, Marie-Cécile Gros-Gaudenier, Ingrid Jacquemod, Léo Lacroix, Julien Lizeroux, Florence Masnada, Alain Penz, Roger Rossat-Mignod, Patrick Russel, et Mélanie Suchet.

#### Ski acrobatique

##### Personnalités
- Xavier Kuhn, club de Megève
- Jean-Frédéric Chapuis du club de Val Thorens champion du monde de skicross en 2013

##### Compétition
- Coupe du monde de Skicross des Contamines

#### Ski de fond

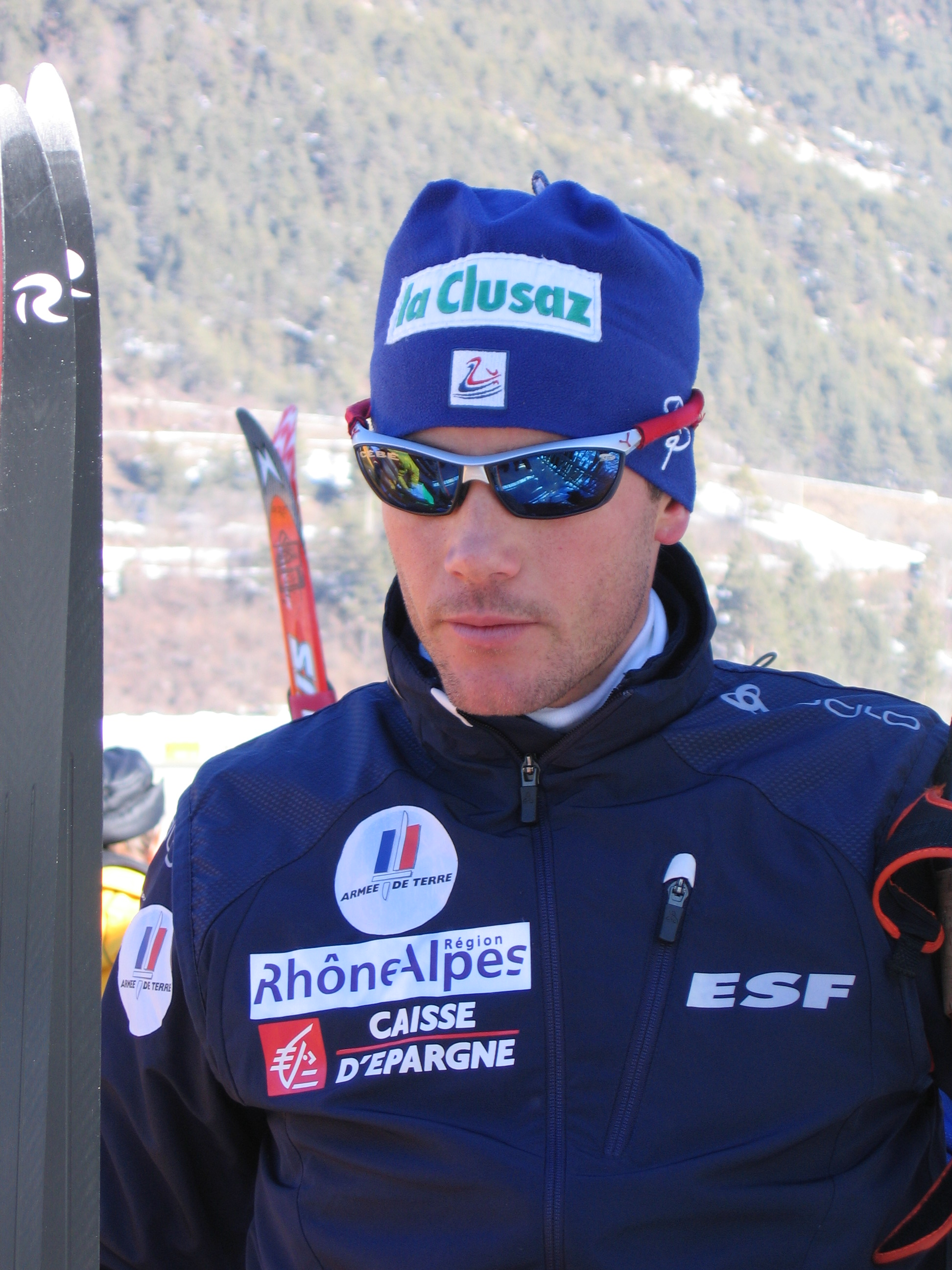
Vincent Vittoz

##### Compétitions
Le Marathon des Glières est une course de ski de fond qui est disputée chaque année le 3e dimanche de mars, en commémoration de la bataille des Glières. Il se déroule sur le plateau des Glières.
Tous les deux ans se déroule à La Clusaz une épreuve de la Coupe du monde de ski de fond, sur le plateau des Confins.

##### Personnalités
Vincent Vittoz, né à Annecy, a été champion du monde de la poursuite en 2005 et a terminé deuxième du classement général lors de la coupe du monde 2005.
Maurice Manificat, né à Sallanches, remporte une victoire individuelle en coupe du monde à Lahti en 2010. Il est le troisième fondeur français à remporter une épreuve de coupe du monde.
Jean-Marc Gaillard, né à Annemasse, licencié au club du Pays Rochois, est devenu le deuxième français à remporter une épreuve de Coupe du monde de ski de fond.

#### Ski de vitesse
Karine Dubouchet, skieuse de vitesse habitant à Aix-les-Bains, a été championne du monde en 1996, 1998, 2001 et 2009.

#### Snowboard
Karine Ruby, décédée en 2009, était une snowboardeuse française, spécialiste du slalom parallèle et du boardercross. Elle a remporté une médaille d'or au slalom géant des Jeux olympiques de Nagano en 1998, une médaille d'argent aux JO de Salt Lake City en 2002, six médailles d'or et quatre médailles d'argent aux championnats du monde de snowboard entre 1996 et 2005, ainsi que 67 victoires en Coupe du monde.
Déborah Anthonioz, snowboardeuse spécialiste de l'épreuve du cross et licenciée à l'ASPTT d'Annemasse, a remporté la médaille d'argent aux Jeux olympiques d'hiver de 2010 à Vancouver.
Mathieu Bozzetto, né à Chambéry, a pris part à quatre olympiades et à cinq championnats du monde. Il a obtenu deux médailles d'argent en slalom parallèle des championnats du monde en 1999 et 2001, et deux globes de cristal lors des coupes du monde en 1999 et 2000. Il remporte une médaille de bronze aux jeux olympiques de 2010.
Marco Siffredi, originaire de Chamonix, était un surfeur sur neige. Il réalisa la première descente de l'Everest en snowboard par la face nord, en mai 2001. Il trouva la mort sur l'Everest en 2002.

### Sports mécaniques

#### Compétitions
Deux rallyes qui se déroulent dans les Pays de Savoie ont une réputation nationale. Le rallye de l'Épine, créé en 1984, est depuis 2002 un rallye national. Le rallye du Mont-Blanc, qui vit le jour en 1947, est un rallye automobile qui compte pour le championnat de France des rallyes.

#### Personnalités
Soheil Ayari a remporté sept fois le championnat de France (successivement en formule Ford, Formule 3, supertourisme et GT) en 1994, 1996, 2002, 2004, 2005, 2006 et 2007.
Bernard Collomb a participé à six Grands Prix de Formule 1 comptant pour les championnats du monde, débutant en 1961 au Grand Prix de France après avoir passé deux ans en Formule 2.

### Ski nautique
Clémentine Lucine, du Ski Nautique Club Sévrier Annecy, a remporté deux médailles d'or aux championnats d'Europe de ski nautique 2009, une en combiné et l'autre par équipe avec l'équipe de France. Auparavant, en 2007 elle avait remporté deux titres, en figures et combiné, lors des Championnats du monde.

### Tennis
La Haute-Savoie et la Savoie comptent respectivement 39 et 49 clubs de tennis, et 6033 licenciés pour la seule Savoie,.
Thierry Tulasne possède le meilleur palmarès des joueurs de tennis natifs des pays de Savoie, il fut notamment champion du monde junior en 1980 et il a remporté cinq titres en simple. Il a poursuivi sa carrière dans le tennis comme entraîneur, il entraîne actuellement Gilles Simon.

### Tennis de table

#### Clubs et licenciés
La Savoie compte 12 clubs et 500 licenciés et la Haute-Savoie 21 clubs et 1171 licenciés (statistiques de la Fédération française de tennis de table, 2011-2012). La section féminine de l'ASPTT Annecy de Claude Bergeret a été sacrée championne de France en 1973, 1974 et 1982.

#### Personnalité
Claude Bergeret fut six fois championne de France de tennis de table en simples, six fois championne de France en double dames, sept fois championne de France en double mixte (six fois avec Jacques Secrétin et une fois avec Vincent Purkart). Son titre de gloire fut de remporter le championnat du monde de tennis de table en double mixte avec Jacques Secrétin en 1977. Elle fut ensuite entraineur de l'équipe de France junior de 1983 à 1985, puis de l'équipe sénior en 1986-1987. Elle est par la suite vice-présidente de la fédération européenne de tennis de table, et Présidente de la commission des athlètes à la fédération internationale.

### Tir sportif
La Savoie possède 17 clubs et 1076 licenciés.
Jean-Pierre Amat possède un des plus beaux palmarès de tir sportif en France. Il fut champion olympique de tir à la carabine en 1996 à Atlanta (États-Unis), trois fois champion du monde et cinq fois champion d'Europe.

### Triathlon
Des compétitions internationales de triathlon sont organisées dans les pays de Savoie, notamment le triathlon international d'Aix-les-Bains et le triathlon international du lac d'Annecy. Ce dernier comprend une épreuve de natation de 1 500 m, suivie de 40 km à vélo et 10 km de course à pied.
Le triathlon du lac d'Aiguebelette comprend une épreuve de natation de 750 m, suivie de 23,3 km à vélo et 5 km de course à pied.

### Voile
La Haute-Savoie compte 13 clubs de voile et 3787 licenciés. Xavier Revil, sociétaire du SRV Annecy qui évolue en Tornado, a été 3e du championnat du monde en 2005 puis 2e du championnat d'Europe en 2006 et 3e de ce même championnat en 2007. Par ailleurs, il a fait partie de l'équipage, avec Pascal Bidégorry comme skipper, qui a battu le record de la traversée de l'Atlantique Nord à la voile en 2009.
La Savoie compte deux clubs de voile et 1052 licenciés, les deux clubs sont le Club Nautique de Voile d'Aix-Les-Bains (CNVA) et le Yacht Club de Chambéry Le Bourget du Lac (YCBL).

### Volley-ball
Le club de volley-ball des Pays de Savoie le mieux classé en 2009-2010 est le Annecy Volley-ball qui dispute le championnat de nationale 2 masculine. L'équipe d'Annemasse Volley 74 évolue en pré-national masculin dans le championnat Rhône-Alpes.
Dans les compétitions féminines, Annecy Volley-ball évolue en nationale 3 (Poule A).
Le volley-ball est peu pratiqué en Savoie, avec seulement 3 clubs et 237 licenciés.

### Water polo
Deux clubs permettent de pratiquer le water polo à bon niveau, le cercle des nageurs d'Aix-les-Bains et Seynod Water Polo.

### Autres activités sportives
De nombreuses autres activités sportives, différentes de celles mentionnées ci-dessus, sont aussi exercées dans les deux Savoies. À titre d'exemple le comité départemental de l’E.P.M.M (Entraînement Physique dans un monde moderne) supervise des activités aussi diverses que la gymnastique d’entretien, des activités sportives et ludiques (Speed-ball, Indiaca, Flag football, Tennis-ballon), les arts martiaux (Goshindo, Tai-chi-chuan, Capoeira, Kung-Fu) et des activités sportives de pleine nature (randonnée pédestre ou à vélo etc).

## Infrastructures

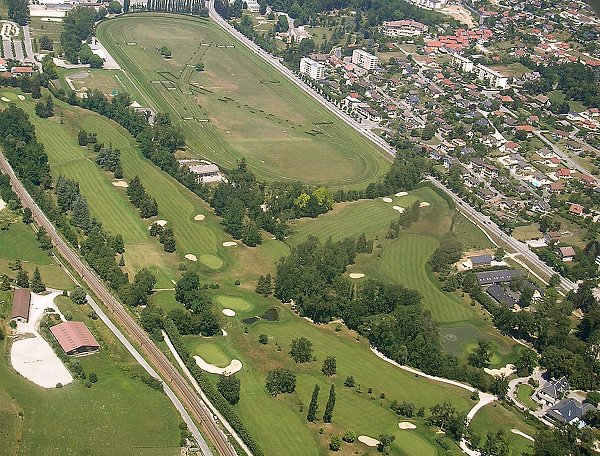
Golf et hippodrome d'Aix-les-Bains.

### Escalade
Angon - La Grande Jeanne - Rocher d'escalade des Gaillands

### Golf
Evian Masters Golf Club - Golf d'Aix-les-Bains - Golf de Chamonix

### Équitation
Hippodrome d'Aix-les-Bains

### Multidisciplinaires
Centre Sportif Richard Bozon - Le Phare

### Stade de rugby et de football
Stade Joseph-Moynat - Stade olympique chambérien rugby - Stade Albert-Serraz

### Stations et pistes de Ski

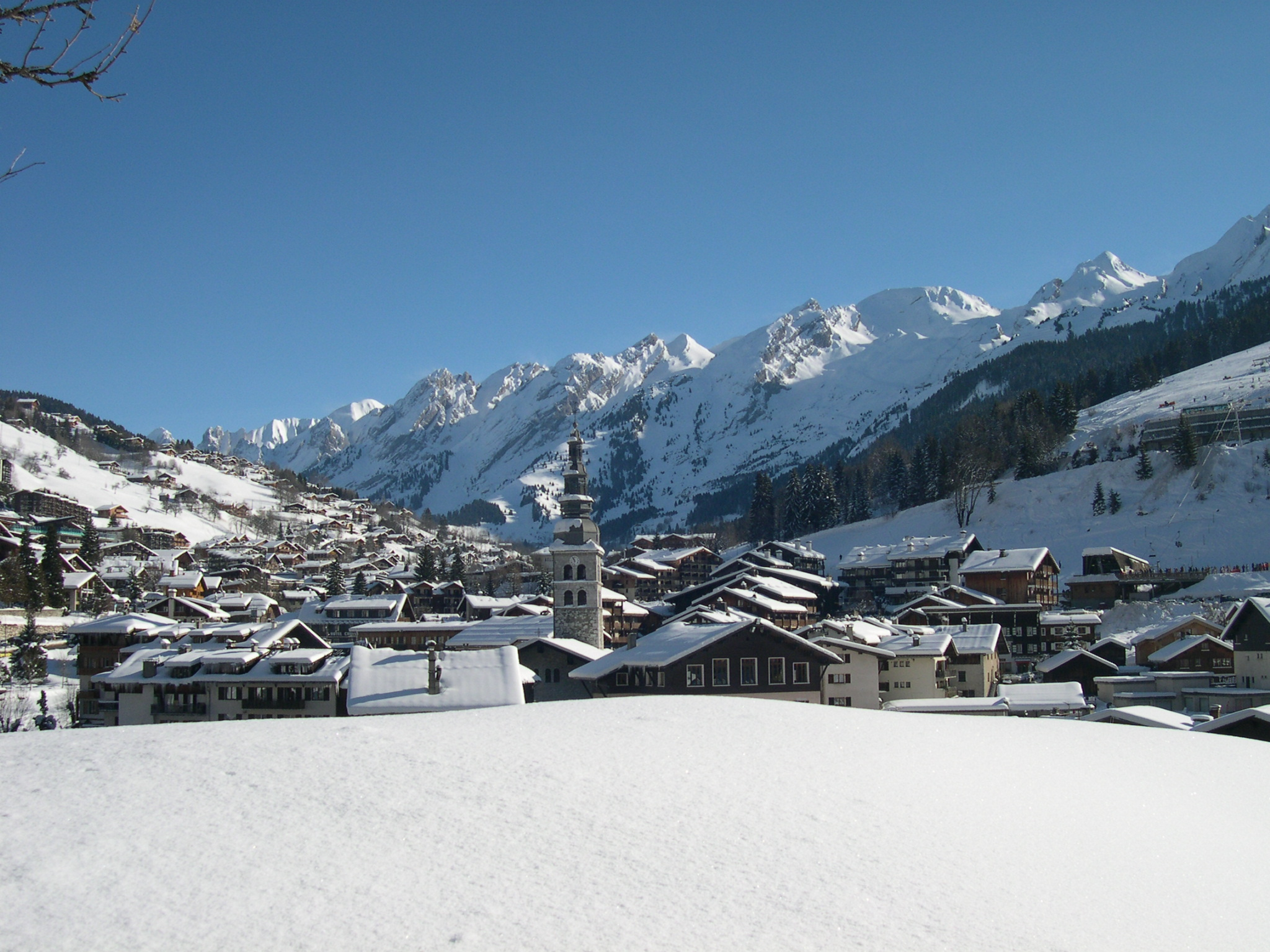
La Clusaz.

Stations de ski : Les Arcs - Avoriaz - Hirmentaz - La Chèvrerie - Bramans - Les Brasses - Chamonix (Argentière) - La Clusaz - La Rosière - Cordon - Le Désert d'Entremont - Espace Killy (Val-d'Isère - Tignes) - Espace San Bernardo - Évasion Mont-Blanc (Combloux, Megève, Saint-Gervais, Saint-Nicolas-de-Véroce, Les Contamines-Montjoie) - Grand Massif (Flaine - Les Carroz - Morillon - Samoëns - Sixt-Fer-à-Cheval) - Le Grand-Bornand - Habère-Poche - Les Karellis - Manigod - Orange - La Plagne - Semnoz - Super-Châtel - Les Sybelles (La Toussuire, Le Corbier, Saint-Jean-d'Arves, Saint-Sorlin-d'Arves, Saint-Colomban-des-Villards, Les Bottières) - Les Trois Vallées (Courchevel, Méribel, La Tania, Brides-les-Bains, Saint-Martin-de-Belleville, Les Menuires et Val Thorens) - Les Portes du Soleil (Morzine, Avoriaz, Les Gets, Châtel, Saint-Jean-d'Aulps et des stations suisses) - Savoie Grand Revard (La Féclaz, Le Revard et Saint-François-de-Sales) - Val Cenis - Aussois - Valfréjus - Valloire - Valmorel-Grand Domaine - Praz de Lys - Sommand - Espace Diamant
Pistes de ski : Verte des Houches

## Alpinisme

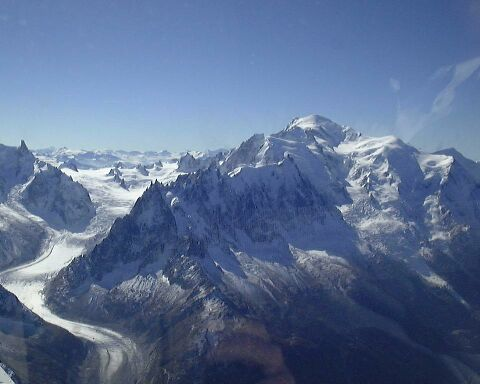
Le mont Blanc avec les aiguilles de Chamonix et la mer de Glace.

Bien que l'alpinisme ne puisse être considéré comme une discipline sportive à part entière, elle conserve une place à part dans le monde sportif.

### Institutions
L'école nationale de ski et d'alpinisme (ENSA), située à Chamonix, est l'école française de référence dans le domaine des sports de montagne. Elle est notamment l'école des guides de haute montagne et des moniteurs de ski.
La compagnie des guides de Chamonix regroupe plus de 200 professionnels de la montagne (guides et accompagnateurs en montagne). Elle a pour vocation principale l'accompagnement de clients en haute montagne, principalement dans le Massif du Mont-Blanc.

### Personnalités
De nombreuses personnalités des deux Savoies ont marqué cette discipline. La liste n'étant pas exhaustive, on peut citer Jacques Balmat, Benoît Chamoux, Michel Croz, Roger Frison-Roche, Louis Lachenal, Pierre Mazeaud, Michel Paccard er Pierre Tardivel.
Plusieurs femmes ont marqué l'histoire dans ce domaine. Marie Paradis, bien que non alpiniste, est la première femme au sommet du mont Blanc, elle réussit l'ascension le 14 juillet 1808. La deuxième femme au sommet du mont Blanc fut l'alpiniste franco-suisse Henriette d'Angeville qui gravit le mont Blanc le 3 septembre 1838.

## Entreprises
Plusieurs entreprises savoyardes ont une activité principale tournée le sport. C'est le cas notamment de Black Crows (équipement ski), Dynastar (équipement ski), Salomon (équipement ski), Tessier sarl (équipement ski handisport), Tsl outdoor (équipement sports d'hiver).